# Matthias Wissmann
Pour les articles homonymes, voir Wissmann.
Matthias Wissmann, né à Ludwigsbourg le 15 avril 1949, est un homme politique allemand appartenant à l'Union chrétienne-démocrate d'Allemagne (CDU).
Il est élu président fédéral des Jeunes chrétiens-démocrates entre 1973 pour dix ans, entre au Bundestag trois ans plus tard, et devient en 1991 vice-président de la CDU du Bade-Wurtemberg. En 1993, il est nommé ministre fédéral de la Recherche d'Allemagne dans la coalition noire-jaune d'Helmut Kohl, mais passe très rapidement au ministère fédéral des Transports, d'où il favorise le développement du Transrapid.
Il quitte le gouvernement fédéral en 1998, devenant ensuite trésorier fédéral de la CDU, un poste qu'il conserve jusqu'à la fin de la présidence de Wolfgang Schäuble. Parallèlement, il prend la présidence de la commission parlementaire de l'Économie, puis de la commission des Affaires européennes à compter de 2002. Il démissionne du Bundestag en 2007, après avoir pris la tête de l'Union de l'industrie automobile (VDA).

## Biographie
En 1968, il obtient son Abitur et entreprend des études supérieures de droit, d'économie et de sciences politiques à Tübingen puis Bonn. Il les termine en 1974 en passant son premier diplôme juridique d'État. Il obtient le second quatre ans plus tard.
Avocat de profession, il est associé du cabinet Frank, Grub und Wissmann depuis 1978, et travaille au sein de la Sozietät Wilmer Cutler Pickering Hale & Dorr LLP depuis 1999. En juin 2007, il est élu président de l'Union de l'industrie automobile (VDA).
Il appartient à l'Église catholique romaine.

## Vie politique

### Comme membre de la CDU

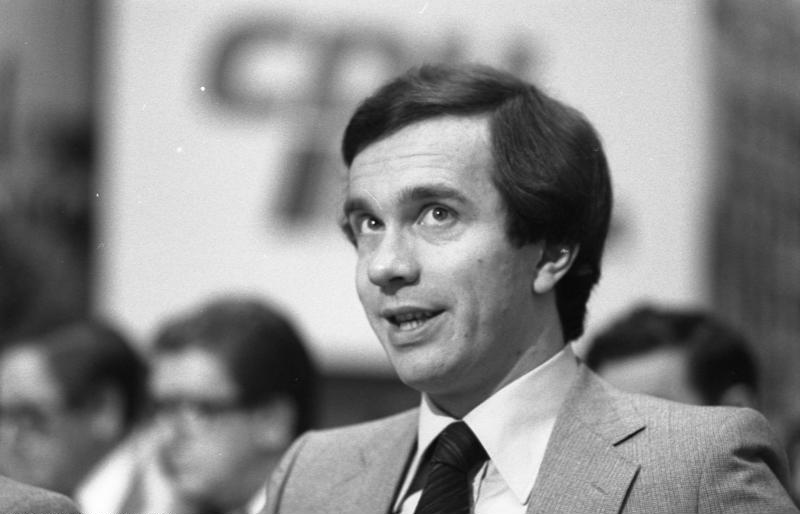
Matthias Wissmann, au congrès de la CDU à Hambourg en 1978.

Matthias Wissmann a adhéré à la Junge Union (JU), organisation de jeunesse de la CDU, en 1965, puis au parti en lui-même à peine trois ans plus tard.
En 1973, il devient président fédéral de la JU pour dix ans, puis entre au comité directeur fédéral de l'Union chrétienne-démocrate d'Allemagne en 1975. L'année suivante, il est élu président de l'Union européenne des jeunes chrétiens-démocrates (EUJCD), et occupe ce poste pendant six ans.
Il prend la présidence de la CDU du Wurtemberg-du-Nord en 1985, et intègre la présidence de la fédération régionale de la CDU dans le Bade-Wurtemberg, dont il est élu vice-président en 1991. Il abandonne ces fonctions en 2001 et 2007 respectivement.
Par ailleurs, il est trésorier fédéral du parti de 1998 à 2000, sous la présidence de Wolfgang Schäuble.

### Au sein des institutions
Il est élu pour la première fois député fédéral au Bundestag lors des élections du 3 octobre 1976. Cinq ans plus tard, il est désigné président de la mission d'information parlementaire sur la protestation des jeunes dans un État démocratique, et conserve cette fonction jusqu'en 1983. Cette même année, il devient porte-parole du groupe CDU/CSU au Bundestag sur la politique économique. Le 21 janvier 1993, il est nommé ministre fédéral de la Recherche et de la Technologie. À peine quatre mois plus tard, le 13 mai, Matthias Wissmann devient ministre fédéral des Transports.
Au cours de son mandat, il s'est révélé être un fervent partisan du Transrapid à sustentation magnétique. Il a en outre établi qu'il avait fait usage des moyens aériens de la Bundeswehr à des fins personnelles.
Il reste en poste jusqu'à l'arrivée au pouvoir de la coalition rouge-verte le 27 octobre 1998. Revenu au Bundestag, il prend la présidence de la commission de l'Économie et de la Technologie. À la suite des législatives de 2002, il est désigné président de la commission des Affaires de l'Union européenne.
Réélu lors des élections anticipées du 18 septembre 2005, il conserve la présidence de la commission. Toutefois, il démissionne de son mandat parlementaire le 1er juin 2007, et se retire de la vie politique.